# Pressure Sounds
Pressure Sounds è una etichetta discografica inglese specializzata nella ripubblicazione di dischi di musica reggae, principalmente roots reggae e dub, e caratterizzata dall'elevata qualità dei dischi in catalogo.
Fondata da Pete Holdsworth e con l'iniziale collaborazione di Adrian Sherwood attualmente sono associate alla Pressure Sounds una coppia di etichette: Maximum Pressure, specializzata in dancehall e Green Tea.

## Discografia
- PS01 - Santic & Friends - An Even Harder Shade of Black - 1995
- PS02 - Prince Far I & The Arabs - Dub To Africa - 1995
- PS03 - Israel Vibration - The Same Song - 1995
- PS04 - Keith Hudson - Brand - 1995
- PS05 - Various artists - Sounds & Pressure Volume 1 - 1995
- PS06 - Little Roy - Tafari Earth Uprising - 1996
- PS07 - Prince Far I - Cry Tuff Dub Encounter (Chapter Three) - 1996
- PS08 - Enos McLeod - The Genius of Enos - 1996
- PS09 - Lee Perry - Voodooism - 1996
- PS10 - Various artists - Sounds & Pressure Volume 2 - 1996
- PS11 - Earth & Stone - Kool Roots - 1997
- PS12 - Carlton Patterson & King Tubby - Psalms of Drums - 1997
- PS13 - Prince Far I & The Arabs - Cry Tuff Dub Encounter (Chapter One) - 1997
- PS14 - Channel One - Well Charged - 1997
- PS15 - The Techniques - Techniques in Dub - 1997
- PS16 - Various artists - Sounds & Pressure Volume 3 - 1997
- PS17 - Various artists - Randy's - 17 North Parade - 1997
- PS18 - Prince Far I - Health & Strength - 1997
- PS19 - Lee Perry - Produced & Directed by the Upsetter - 1998
- PS20 - Derrick Harriott - Riding the Roots Chariot - 1998
- PS21 - The Uniques - Watch This Sound - 1998
- PS22 - Hitbound Selection - When the Dances Were Changing - 1998
- PS23 - Various artists - Sounds & Pressure Volume 4 - 1999
- PS24 - The Techniques - Roots Techniques - 1999
- PS25 - Prince Jammy - The Crowning of Prince Jammy - 1999
- PS26 - Little Roy & Friends - Packin House - 1999
- PS27 - Phil Pratt - Phil Pratt Thing - 1999
- PS28 - Various artists - Don't Call Us Immigrants - 2000
- PS29 - Augustus Pablo - El Rockers - 2000
- PS30 - Prince Jazzbo - Mr. Funny - 2000
- PS31 - Channel One - Maxfield Avenue Breakdon - 2000
- PS32 - Lee Perry - Divine Madness...Definitely - 2001
- PS33 - Burning Spear - Spear Burning - 2001
- PS34 - Tubby's - Firehouse Revolution - 2001
- PS35 - Prince Far I - Psalms For I - 2002
- PS36 - The Royals - Pick Up the Pieces - 2002
- PS37 - Joe Gibbs & The Professionals - No Bones for the Dogs - 2002
- PS38 - Augustus Pablo - In Fine Style - 2003
- PS39 - Dennis Bovell - Decibel - More Cuts & Dubs 1976-1983 - 2003
- PS40 - Various artists - Red Bumb Ball - Rare & Unreleased Rocksteady 1966-1968 - 2003
- PS41 - Various artists - Sounds & Pressure Volume 5 - 2003
- PS42 - The Wailing Souls - The Wailing Souls at ChannelOne (Sevens, Twelves and Versions) - 2004
- PS43 - Sly & Robbie - Unmetered Taxi: Sly & Robbie's Taxi Productions - 2004
- PS44 - The Royals - Dubbing with the Royals - 2004
- PS45 - Various artists (produzioni Herman Chin Loy) - Aquarius Rock - The Hip Reggae World of Herman Chin-Loy - 2004
- PS46 - Various artists - Down Santic Way - Santic Jamaican Productions - 2005
- PS47 - Various artists - Safe Travel - 2005
- PS48 - Peter Tosh - Talking Revolution - 2005
- PS49 - The Travellers - Black Black Minds - 2005
- PS50 - Various artists - More Pressure Volume One - Straight to the Head - 2006
- PS51 - Various artists - Take Me To Jamaica - 2006
- PS52 - Various artists - Life Goes in Circles (Sounds from the Talent Corporation 1974-1979) - 2006
- PS53 - Keith Hudson & The Soul Syndicate - Nuh Skin Up - 2007
- PS54 - Keith Hudson - Brand - 2007
- PS55 - The Revolutionaries - Drum Sound - More Gems from the Channel One Dub Room 1974-1980 - 2007